# Salisbury Plain
51°09′18″N 1°48′32″V / 51.155°N 1.809°V
Salisbury Plain er et kalkstensplateau i det centrale sydlige England, som dækker et område på 780 kvadratkilometer. Det er en del af den sydengelske kalkformation og ligger stort set inden for grevskabet Wiltshire, med en lille bid i Hampshire. Sletten er kendt for de mange arkæologiske fund, bl.a. Stonehenge, et af de mest kendte landemærker i England. I vore dage bruges en stor del af sletten til militært øvelsesområde.